# Ubbo Wilkens
Ubbo Wilkens (Veendam, 10 september 1865 – aldaar 10 mei 1921) was een Nederlandse burgemeester en gedeputeerde.

## Leven en werk
Wilkens werd in 1865 in Veendam geboren als telg uit het geslacht Wilkens en zoon van de scheepsbouwer Frans Wilkens en Albertje Groenier. Hij was van 1902 tot zijn overlijden directeur in de mede door zijn vader opgerichte aardappelmeelfabriek. In 1895 werd hij gekozen tot lid van de gemeenteraad van Veendam. In 1901 werd hij tevens wethouder van deze gemeente en in 1907 werd hij benoemd tot burgemeester van Veendam. Onder zijn bestuur kwam in Veendam de eerste sociale woningbouw tot stand. Nadat hij van 1910 tot 1920 gedeputeerde van de provincie Groningen was geweest keerde hij terug als burgemeester van Veendam. In 1910 was er al een handtekeningenactie geweest om Wilkens te behouden als burgemeester in Veendam. In 1920 had de roep om zijn terugkeer meer succes. Die tweede periode duurde echter slechts kort. Hij overleed in 1921 plotseling aan een hartaanval.
Wilkens heeft zich ingespannen om Veendam aan te sluiten op het waterleidingnet. Na zijn overlijden werd uit het door hem verstrekt legaat van ƒ 3000 aan de gemeente een fontein gerealiseerd. Deze Wilkensfontein is een herinnering aan het feit dat Veendam werd aangesloten op de waterleiding. Het duurde nog tot 1934 voordat de fontein in gebruik genomen kon worden. Wilkens had testamentair laten vastleggen, dat de fontein er mocht komen nadat Veendam was aangesloten op het waterleidingnet. In Veendam is de Ubbo Wilkensstraat naar hem genoemd.
Wilkens was een telg uit het in het Nederland's Patriciaat opgenomen geslacht Wilkens. Hij trouwde in 1890 met Catharina Elisabeth Poulie (1866-1933) met wie hij drie kinderen kreeg; anno 2020 had hij nog nageslacht in Nederland en de Verenigde Staten van Amerika.

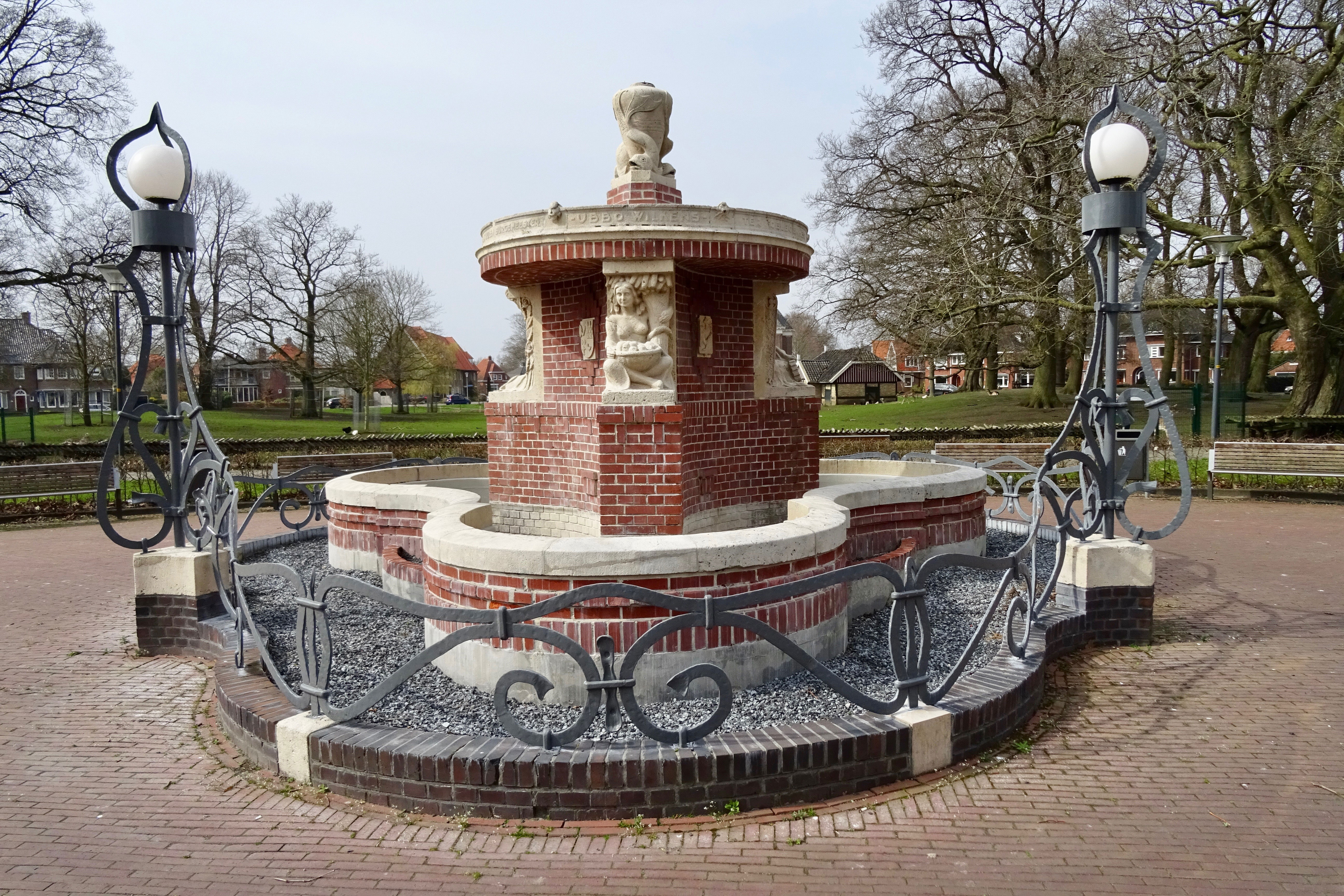
Wilkensfontein, gerealiseerd uit een legaat van burgemeester Ubbo Wilkens ter ere van het feit dat Veendam werd aangesloten op het provinciale waterleidingnet